# Bělá nad Radbuzou
Bělá nad Radbuzou (în germană Weißensulz) este un oraș și o comună din districtul Domažlice din regiunea Plzeň din Republica Cehă. Se află pe râul Radbuza și pe linia de cale ferată 184 Domažlice – Planá u Mariánské Lázně⁠(d), la marginea de est a Český les, la 22 de kilometri nord-nord-vest de Domažlice și la 50 de kilometri vest-sud-vest de Plzeň. Marginea de vest a comunei este situată la granița de stat cu Germania. Punctul de trecere a frontierei Železná - Eslarn se află pe teritoriul comunei. Are aproximativ 1.700 de locuitori.

## Unități administrative
În componența comunei Bělá nad Radbuzou sunt următoarele unități administrative: satele Bystřice, Čečín, Černá Hora, Doubravka, Hleďsebe, Karlova Huť, Nový Dvůr, Pleš, Smolov, Újezd Svatého Kříže și Železná.

## Etimologie
Bělá nad Radbuzou și-a primit numele probabil de la râul Radbuza, care a fost denumit în zonă ca Bílý potok („Pârâul Alb”).

## Geografie
Bělá nad Radbuzou este situat la aproximativ 9 kilometri (6 mi) la nord de Domažlice și la 37 kilometri (23 mi) sud-vest de Plzeň. Orașul este situat la confluența râului Radbuza și a pârâului Bezděkovský. Cea mai mare parte a teritoriului său se află în Český les și se învecinează cu Germania la vest.

## Istorie
Prima mențiune scrisă despre Bělá nad Radbuzou datează din 1121, când a fost construit castelul Přimda⁠(d) din apropiere. Până în 1600, Bělá nad Radbuzou a fost parte a moșiei Přimda.
În secolul al XVI-lea, a ajuns în proprietatea lui Lamminger din Albenreuth, dintr-o familie de nobili bavarezi. În 1614, familia Lamminger a construit un mic castel renascentist și o fabrică de bere. După Bătălia de la Muntele Alb, din 1623, proprietatea a fost unită cu Újezd Svatého Kříže, iar castelul a încetat să mai servească ca sediu al moșiei. Între 1938 și 1945, Bělá nad Radbuzou a fost anexat de Germania nazistă ca urmare a încheierii Acordului de la München. 
În 1964, satul a fost desemnat oraș. În 1991, orașul a solicitat anularea acestei desemnări, care nu a fost acordată, deoarece Legea de înființare municipală nu recunoaște o astfel de procedură.
Din 1997, doisprezece membri face parte din Detașamentul local de pompieri voluntari.
Dreptul de a folosi drapelul a fost acordat orașului printr-o decizie a Camerei Deputaților a Parlamentului Republicii Cehe din 19 ianuarie 2007.
În 2014, castelul a ars.

## Demografie

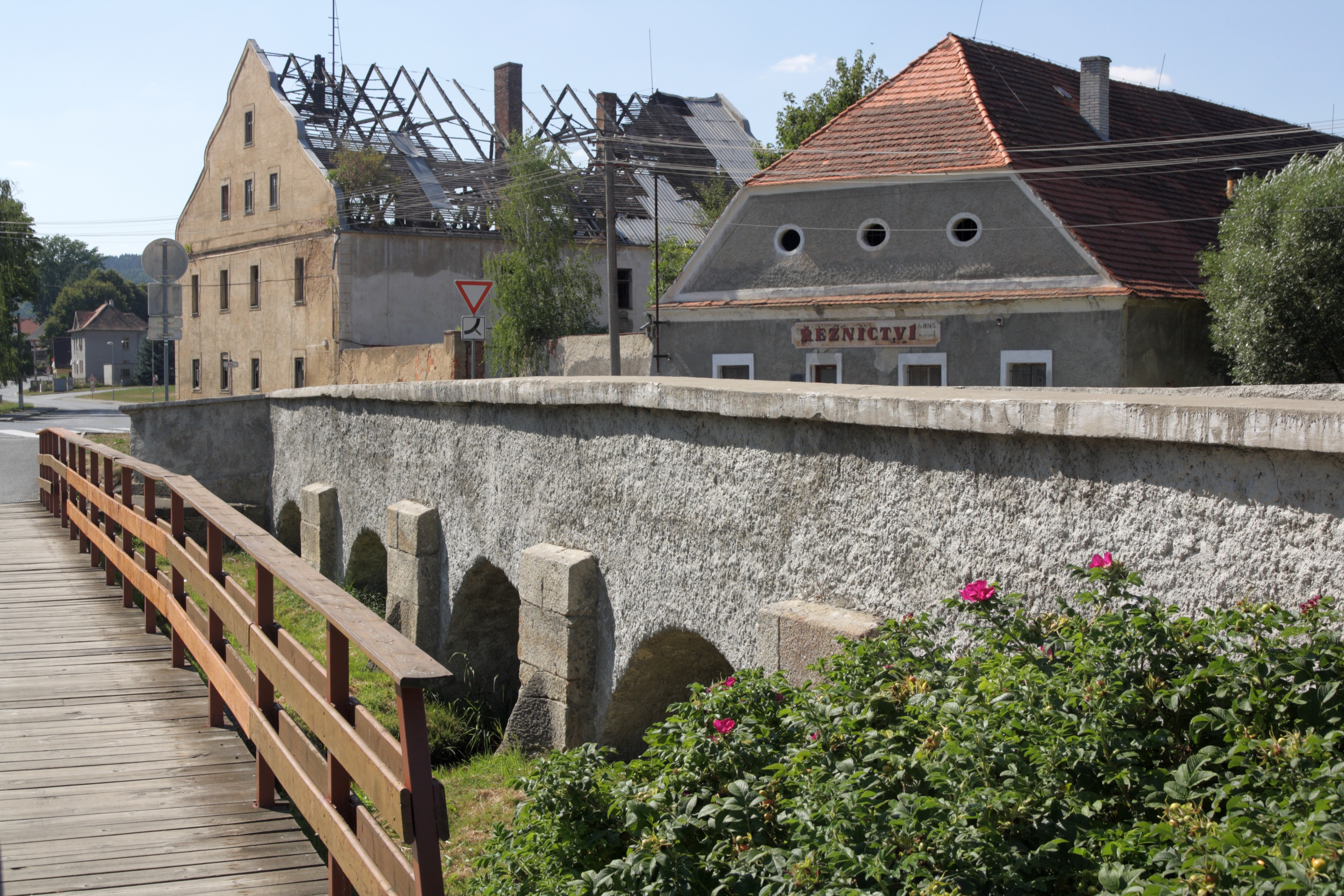
Pod peste pârâul Bezděkovský și castelul ars

## Transporturi
Bělá nad Radbuzou se află pe linia de cale ferată de la Domažlice la Planá.

## Obiective turistice

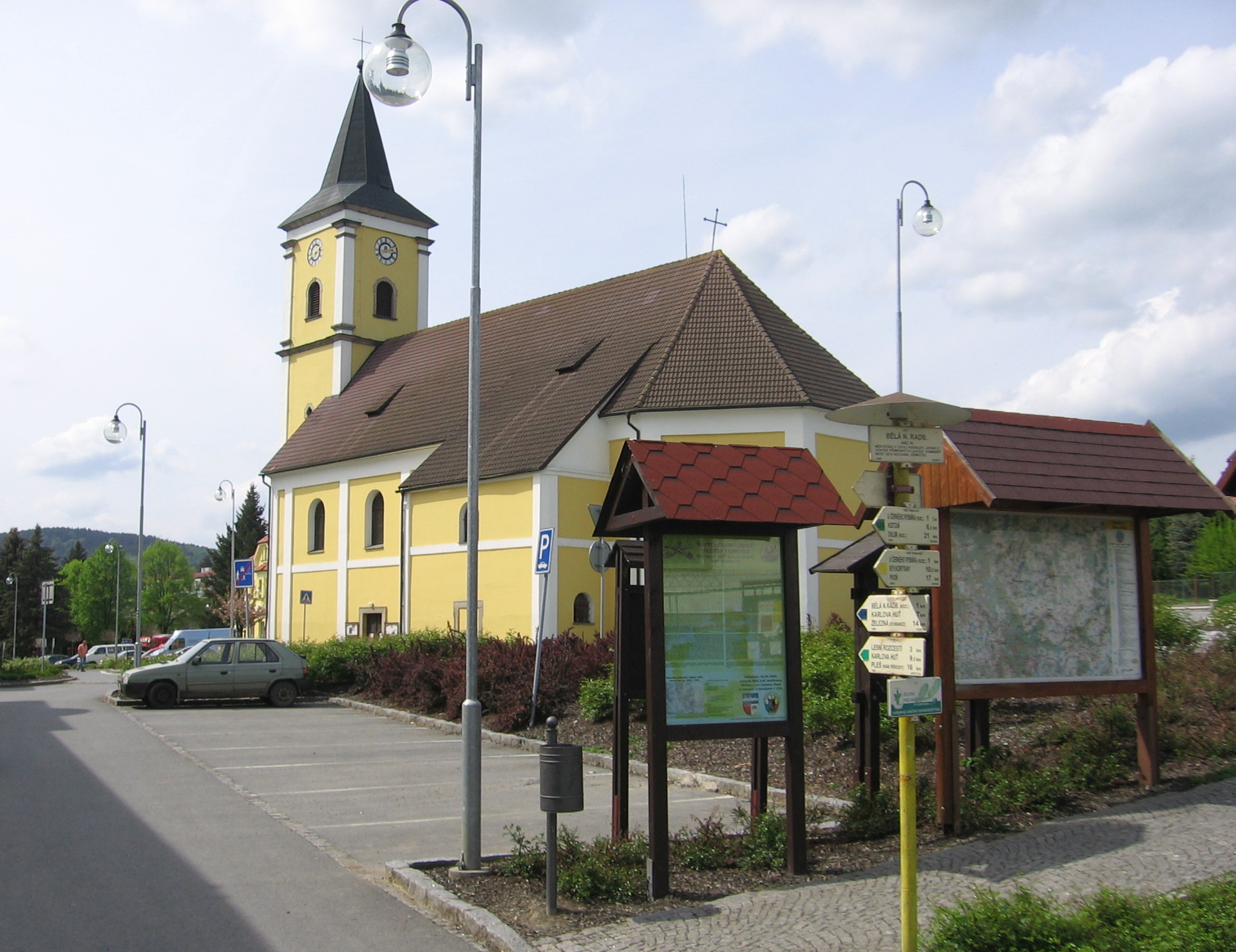
Biserica Maicii Domnului

Biserica Maicii Domnului este un reper principal din centrul orașului. A fost construită în 1721 pe locul unei capele de la sfârșitul secolului al XVII-lea. Biserica a fost complet reconstruită în forma sa actuală neoclasică în perioada 1826–1846.
Un monument cultural este și podul de piatră construit peste pârâul Bezděkovský din 1820.

## Personalități
- Jan Smudek⁠(d) (1915–1999), luptător din rezistență
- Hans Drachsler⁠(d) (1916–1996), politician german

## Orașe înfrățite
Orașul Bělá nad Radbuzou este înfrățit cu:
- Eslarn, Germania
- Hindelbank⁠(d), Elveția

## Galerie

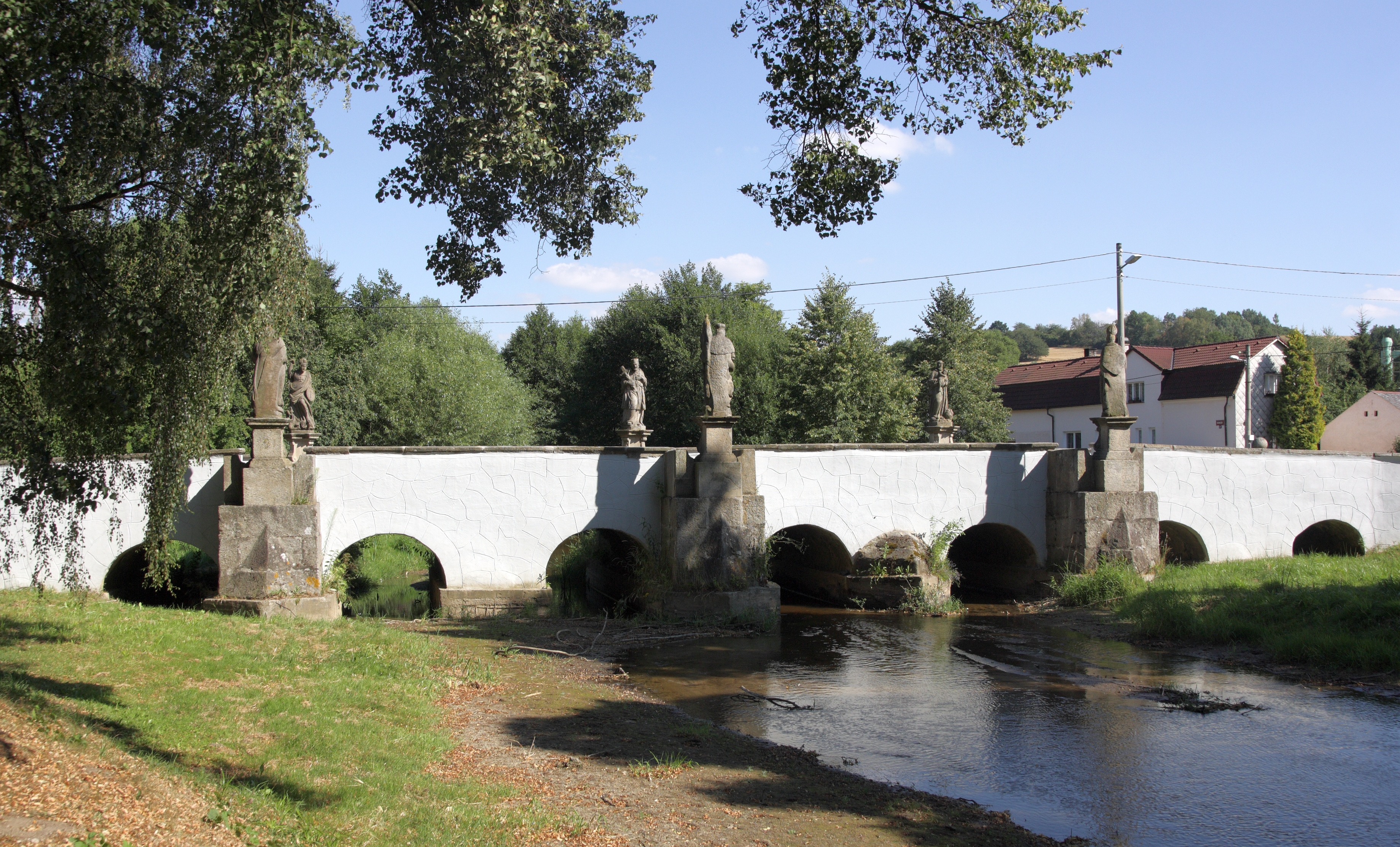
Pod de piatră peste Radbuza
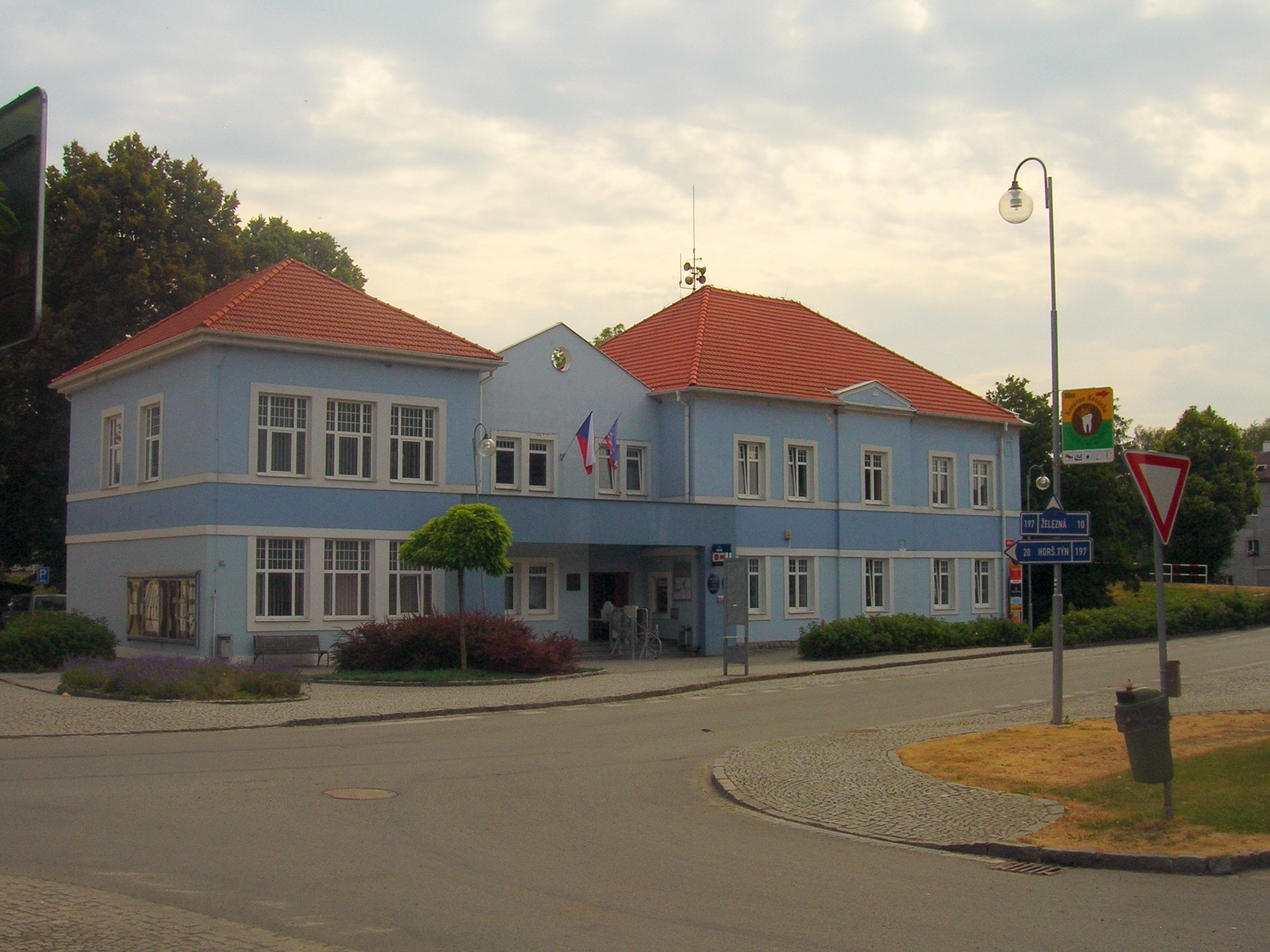
Primăria